# شیپور (وبگاه)
شیپور وبگاه نیازمندی‌های اینترنتی و بستری برای خرید و فروش کالاهای نو و دست دوم و ارائه خدمات وابسته در ایران است که در سال ۲۰۱۲ توسط رضا اربابیان راه‌اندازی شد و هم‌اکنون جزو ۳ وبسایت برتر نیازمندی‌ها در ایران است.

## خدمات
شیپور وبگاهی است که ارائه خدماتی نظیر خرید و فروش کالاهایی نظیر لوازم الکترونیکی، موبایل، تبلت، لوازم خانگی، املاک، خودرو، لوازم شخصی، لوازم تفریحی و ورزشی را تسهیل می‌کند. هم‌اکنون علاوه بر وبگاه، از طریق نرم‌افزار کاربردی اندروید و آی‌اواس و ربات تلگرام هم خدمات خود را عرضه می‌کند.
معاملات بین خریدار و فروشنده در شیپور به صورت حضوری صورت می‌گیرد و امکان ثبت نام و استفاده از خدمات شیپور در سراسر ایران به صورت رایگان وجود دارد.
شیپور از تبلیغات تلویزیونی و محیطی استفاده بسیاری کرده‌است که به گفته مؤسس شیپور هدف از انجام این کار، فرهنگ‌سازی برای استفاده صحیح و مفید از لوازم دست دوم در ایران است.
در حال حاضر روزانه چند ده هزار آگهی در شیپور به ثبت می‌رسد و صدها هزار نفر از آگهی‌های به ثبت رسیده در شیپور بازدید می‌کنند.

## ایده شکل‌گیری
به گفته رضا اربابیان، داستان شکل‌گیری شیپور، به تجربهٔ خرید و فروش از سایت‌های ای‌بی و کریگزلیست در زمان حضورش در کانادا بازمی‌گردد که پس از بازگشت به ایران و مشاهده نبود وبگاهی مشابه، تصمیم به راه‌اندازی شیپور می‌گیرد.
اربابیان در ابتدا به دنبال راه‌اندازی بنگاهی آنلاین برای خرید و فروش خودرو بود اما در نهایت ایده‌ای بزرگ‌تر را عملی ساخت و یکی از موفق‌ترین سایت‌های خرید و فروش آنلاین را در ایران راه‌اندازی کرد. هستهٔ اولیه شیپور شامل اربابیان و دو نفر دیگر بود که در مرداد ۹۱ شروع به فعالیت کرد. شیپور در ابتدا با شرکتی از اسلوونی برای پشتیبانی فنی همکاری می‌کرد اما به دلایلی این همکاری ادامه نیافت.

## نشان‌واره
در سال ۱۳۹۷ نشان‌وارهٔ جدید این شرکت معرفی شد و بر روی وبگاه این شرکت به نمایش درآمد. طراح این نشان‌واره سعید طاووسی است. در نشان‌وارهٔ جدید به سادگی و یکپارچگی توجه بیشتری شده و می‌خواهد با کاربر خودمانی باشد و حس اعتماد ایجاد کند. علاوه‌براین در نشان‌وارهٔ پیشین نوشتار فارسی شیپور وجود نداشت که ممکن بود کاربران را در تلفظ نام شیپور دچار اشتباه کند. در نشان‌وارهٔ جدید شیپور، ساز شیپور با زاویه بیست درجه دیده می‌شود که در حال نواخته شدن است.

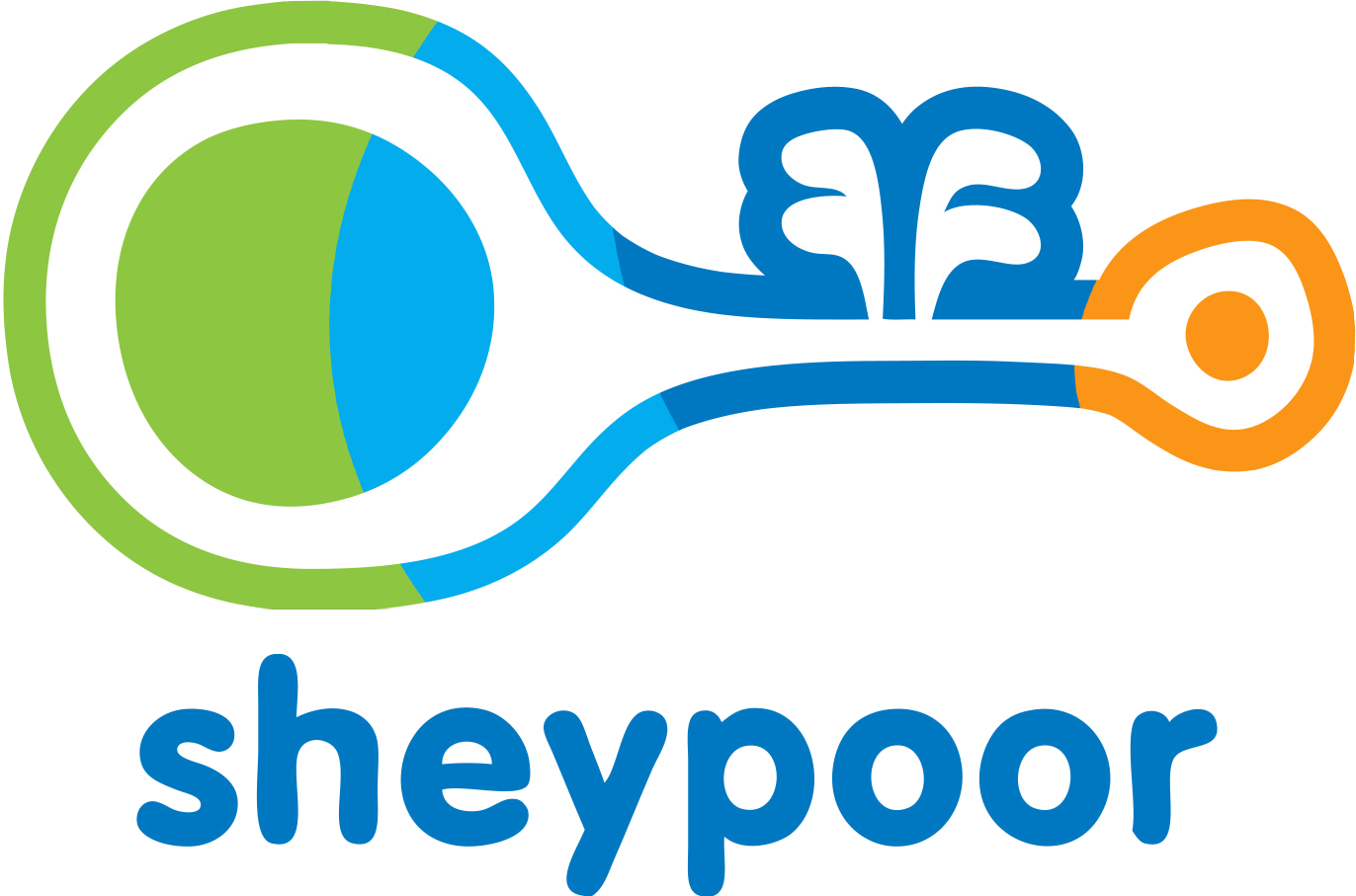
نشان‌واره پیشین (۱۳۹۷–۱۳۹۱)